# Joseph Bédier
Charles Marie Joseph Bédier, född 28 januari 1864, död 29 augusti 1938, var en fransk författare, mest känd för sin moderniserade version av Tristan och Isolde.
Bédier studerade under Gaston Paris, blev 1889 professor i Fribourg, 1891 i Caen, 1893 i Paris samt 1910 sin lärares efterträdare vid Collège de France. 1921 efterträdde han Edmond Rostand som ledamot av Franska akademin. Liksom Paris ägnade han sig åt studiet av den franska medeltidsdiktningen, och har författat flera viktiga arbeten på området, bland annat Les fabliaux (1898) och Les légendes épiques (fyra band, 1908-1913, ny omarbetad upplaga 1914-1921). Han ägnade sig även åt studier av samtida litteraturhistoria. En del av dessa uppsatser samlades i verket Études critiques (1903). Han verkade även som redaktör och utgav verket Remarques sur l'art d'éditer les anciens textes (1928), där han uppställde nya teorier i fråga om editionsteknik och textkritik.
Mest känd utanför litteraturkretsar är han för sin modernisering av romanen om Tristan och Isolde, Le roman de Tristan et Iseult (1900, flera svenska översättningar), samt som utgivare av Histoire de la littérature française (två band, 1924).

## Svenska översättningar
- Le roman de Tristan et Iseult
  - Romanen om Tristan och Isolde (översättning Mauritz Boheman, 1902)
  - Tristan och Isolde (översättning Gunnar Örnulf, B. Wahlström, 1913)
  - Tristan och Isolde (översättning Lorenz von Numers, Wahlström & Widstrand, 1947)
  - Tristan och Isolde (Rev. utg. av Mauritz Bohemans övers., Raptus, 1998)
- [Okänd originaltitel]
  - De tyska brotten enligt tyska vittnesbörd (översättning Erik Ehrström, Paris: Armand Colin, 1915)